# 포르투갈의 정당
포르투갈은 다당제 국가이나, 주요 정당들에는 사회민주당 (포르투갈)과 사회당 (포르투갈)이 있다.

## 주요 정당

### 극좌 정당
- 사회주의 대안 운동 - 트로츠키주의 극좌
- 좌파연합 - 민주사회주의, 여성주의

### 좌익 정당
- 포르투갈 공산당 - 마르크스-레닌주의
- 생태당 "녹색" - 생태사회주의

### 중도좌파 정당
- LIVRE/시간은 앞으로 이동하는 방법 - 생태사회주의
- 사회당 - 사회민주주의
- 인민-동물-자연 - 인문주의, 평화주의
- 포르투갈 노동당 - 사회민주주의

### 중도주의 정당
- 민주공화당 - 중도주의
- 함께하는 사람들 - 개혁주의
- 자유민주당 - 자유민주주의
- 우리는 시민이다! - 사회자유주의
- 퇴직 및 연금 연합당 - 중도주의

### 중도우파 정당
- 사회민주당 - 자유보수주의
- CDS-국민당 - 민족보수주의
- 지구당 - 생태자본주의

### 우익 정당
- 인민군주당 - 군주주의 (브라간사 왕가)
- 국가혁신당 - 극우 파시즘
- 포르투갈 범생 - 보수주의